# ダニー・チャン
ダニー・チャン（陳百強、1958年9月7日 - 1993年10月25日）は、香港のシンガーソングライター、俳優。香港出身、本名同じ。
1977年にアイドル歌手としてデビュー。ソングライター、俳優としても活躍し、「Tears For You」で広く知られるようになった。代表曲「Just Loving You」「What One Wants」などは広東のロマンスバラード上質作品として評されている。1980年代の香港ポップス界で人気を博した。1993年10月、17か月間の昏睡状態を経て死去。

## 来歴
- 中学時代から音楽活動を開始、電子オルガンを担当した。
- 1977年 「香港ポップソング作曲コンクール」で第3位を獲得する。同年、無綫電視（TVB）のテレビドラマ「甜姐兒」でデビュー。
- 1978年「香港ヤマハ・エレクトリック・フェスティバル」で優勝し、香港で初のコンサートを開催する。
- 1979年 デビュー・アルバム「First Love」を発売。香港EMIと契約。
- 1980年 ワーナーミュージック香港と契約。
- 1980年代初頭、音楽ユニット・Warnersに参加し、「Will Always Be Loving You（偏偏喜歡你）」「Yourself Tonight（今宵多珍重）」などがヒットし、一躍人気を博す。レスリー・チャンやアラン・タムなどと同世代の香港ポップス歌手の人気者の一員となった。
- 1985年 香港EMIとディクソンプーン間の合弁先のDMIと契約。
- 1989年 香港ワーナーミュージックと再契約。
- 音楽活動期間中、香港、中国、日本、シンガポール、オーストラリア、タイ、カナダ、アメリカ合衆国で数多くのコンサートを開催した。
- 音楽祭への参加も多く、日本（1988年）、Peace Music Concert（1988年）、東京音楽祭（1989年）、中国（1991年）、上海音楽祭、長崎アジア音楽祭などに選出されて出演した。1987年にタイで行われた慈善コンサートは、シリキット王妃が臨席した。
- 1991年11月 香港音楽業界の引退を表明。
- 1992年4月 上海にてお別れコンサートを開催し、引退した。

### 意識不明と死去
1992年5月18日にダニーは意識不明となり、マネージャーの救急通報により香港のメアリー女王病院に緊急入院した。昏睡状態から意識を回復することなく、17か月後に35歳で死去した。
1980年代後期に香港ポップス界のスーパースター、アラン・タムとレスリー・チャンより出遅れたことが不当に報道され、後にダニーはアルコール中毒に苦しんだ事があり、アルコールと薬物の混合摂取、またはうつ病を患った上での服薬自殺が意識不明を引き起こした原因ではと言われている。
1993年6月BEYONDのリーダーウォン・カークイがフジテレビの番組収録中に31歳で事故死した4か月後にダニーが35歳で死去し、当時ファンの間では根拠のない関連性が囁かれていた。また1993年の年末の歌番組では両者の追悼特集が組まれた。
2005年11月8日に香港郵政は記念切手「香港流行歌星 Hong Kong Pop Singers」を発行した。切手には香港音楽史に足跡を残し、若くして亡くなったロマン・タム、アニタ・ムイ、ウォン・カークイ、レスリー・チャンとともにダニーが起用され、HK$1.80切手に登場した。

## ディスコグラフィー

### アルバム
1. 1979年 "First Love"
2. 1980年 "No More Tears"
3. 1980年 "Encore"
4. 1981年 "Sunflower"
5. 1982年 "Telling"
6. 1983年 "I Just Love You"
7. 1984年 "Picking Out Star"
8. 1985年 "Deeply In Love With You"
9. 1986年 "When I Think Of You"
10. 1986年 "Hoping"
11. 1987年 "Kittens Are Better Than Dogs"
12. 1987年 "Dream Person"
13. 1988年 "Hiding My Love In My Eyes"
14. 1988年 "Winter Love"
15. 1988年 "The Wizard Has Migrated"
16. 1989年 "What You Desire In"
17. 1990年 "Waiting For You"
18. 1991年 "Love In L.A"
19. 1991年 "Purple Concert"
20. 1992年 "Because Love You"
21. 1992年 "Dear You"

## サウンドトラック
- 1984年 A slow to medium tempo  (香港映画 『聖誕快樂』サウンドトラック)

### 代表曲
- "Waiting"
- "One in My Dreams"
- "I Just Love You"
- "Ripples"  (1999年に香港政府 Tracker Fund IPOのCMソングに起用され再び人気曲となった。）
- "Listening to Music with Wine"
- "My Story"
- "Shedding Tears For You"
- "Applause"
- "Hoping for Destiny"
- "Warm "(英語曲)
- "Tell Me What Can I Do (Duet with Crystal Gayle)"　(クリスタル・ゲイルとのデュエット)
- "What You Desire In Life"
- "Happy together" (1997年の香港映画『ブエノスアイレス』エンディング曲)
- "Break Out"

## フィルモグラフィ

### 映画
1. 1980年、Encore（喝采）
2. 1981年、On Trial（失業生）
3. 1984年、Merry Christmas（聖誕快樂）
4. 1986年、My Family（八喜臨門）
5. 1987年、『誰かがあなたを愛してる』 An Autumn's Tale（秋天的童話） 広東語タイトル：Chou tin dik tong wah、中国標準語タイトル：Liumang daheng
6. 2015年、Lost in Hong Kong（港囧）

### テレビドラマ
1. 1977年、Sweet Babe（HK TVB）
2. 1980年、Take Turn (HK TVB）
3. 1980年、Breakthrough（突破、HK TVB）

## 受賞

### 音楽
1. 1977年、Third Prize, "HK Pop Song Compose Competition"「香港ポップソング作曲コンクール」第3位
2. 1978年、First Prize, "Hong Kong Yamaha Organ Competition"「香港ヤマハオルガンコンクール」優勝
3. 1978年、Third Prize, "HK Pop Song Compose Competition"「香港ポップソング作曲コンクール」第3位
4. 1983年、Most Popular Singer Award, "AGB Listener's Choice"「AGBリスナーの選ぶ最優秀人気歌手賞」
5. 1988年、Third Prize, "Most Popular Male Singer Competition", Hong Kong Commercial Station「最優秀男性歌手コンテスト」第3位、香港コマーシャルステーション
6. 1989年、Third Prize, "Most Popular Male Singer Competition", Hong Kong Commercial Station「最優秀男性歌手コンテスト」第3位、香港コマーシャルステーション
7. 1989年、Third Prize, "Pop Music Most Popular Male Singer", Tokyo Music Festival「ポップス最優秀男性歌手」第3位、東京音楽祭
8. 1991年、"Top 10 Most Popular Singer" in Guangzhou, China「中国・広州の「最優秀歌手トップ10」」
9. 2009年、"Golden Needle Award", Radio Telvision Hong Kong「金針賞」、ラジオ・テレビ香港

その他
- 1981年、"Model Youth" from Wong Tai Sin District, Hong Kong「模範若者」香港ウォンタイ系諸族罪地区
- 1984年、"Most Charming Singer" from International Folk Song「最優秀歌手」 国際フォークソング
- 1987年、"Hong Kong Best Dressed Person", Hong Kong Commercial Station「香港ベスト・ドレッサー」香港コマーシャルステーション
- 1989年、"Hong Kong Top 10 Friendly Person", Hong Kong Commercial Station「香港最親善人物」香港コマーシャルステーション